# Gino Bellotto
Gino Bellotto (fl. XX secolo) è stato un calciatore e allenatore di calcio italiano, di ruolo difensore.

## Carriera

### Giocatore
Con le sue 343 presenze è il giocatore ad aver giocato più partite con la maglia dell'Udinese; inoltre è il calciatore che ha giocato per più stagioni (17) con la squadra friulana.

### Allenatore
Nella stagione 1942-1943 ha allenato l'Udinese, subentrando a stagione in corso all'esonerato Ferenc Molnár.

## Palmarès

### Giocatore

#### Competizioni nazionali
- Seconda Divisione: 1

Udinese: 1924-1925
- Prima Divisione: 2

Udinese: 1929-1930, 1934-1935